# Decanal
Decanal é um composto orgânico com a fórmula química C9H19CHO. É o mais simples aldeído de dez carbonos. Decanal ocorre naturalmente e é usado em fragrâncias e aromatização. Na natureza é um importante componente em citrus juntamente com o octanal, o citral e o sinensal. Decanal é também importante componente do odor do trigo sarraceno.
Decanal pode ser preparado pela oxidação do álcool relacionado decanol.